# Hughes OH-6 Cayuse
Hughes OH-6 Cayuse (vzdevek "Loach" tudi model Model 369) je lahki enomotorni vojaški helikopter ameriškega podjetja Hughes Helicopters. Ima štirikraki glavni rotor. Uporablja se za lahki transport, za spremljanje bojnih enot, opazovanje in kot lahki jurišni helikopter. Hughes je na osnovi Modela 369 razvil tudi civilno verzijo Model 500.
Leta 1960 je Ameriška kopenska vojska zahtevala lahki večnamenski opazovalni helikopter (Light Observation Helicopter - LOH). Sprva sta bila finalista Fairchild-Hiller in Bell, pozneje se je pridružil tudi Hughes. 
Prototip Model 369 je prvič poletel 27. februarja 1963. Sprva je imel oznako YHO-6A. Zgradili so 5 prototipov z motorji Allison T63-A-5A,Bellov predlog YOH-4 je imel premajhno moč in je tako izpadel, Fairchild-Hillerov predlog tudi ni bil izbran in tako je zmagal Hughes.Sprva je Hughes dobil naročilo za 714 helikopterjev, ki se pozneje povečalo na 1300.
OH-6 so tudi licenčno proizvajali na Japonskem pri Kawasaki Heavy Industries.

## Tehnične specifikacije
Splošne karakteristike
- Posadka: 2
- Dolžina: 30 ft 10 in - 32 ft 2 in (9,4 m - 9,8 m)
- Premer rotorja: 27 ft 4 in (8,33 m)
- Višina: 8 ft 6 in - 11 ft 2 in (2,6 m - 3,4 m)
- Teža praznega letala: 1975 lbs (896 kg)
- Maks. vzletna teža: 3549 lbs (1610 kg)
- Pogon letala: 1 ×  turbogredni motor 1x Allison T63-A-5A ali T63-A-700, 317 KM (236 kW)

 Zmogljivost 
- Maks. hitrost: 152 vozlov (175 mph, 282 km/h)
- Potovalna hitrost: 135 vozlov (155 mph, 250 km/h)
- Doseg: 232 nm (430 km (267 mi))
- Višina leta: 15994 ft (4875 m)
- Hitrost vzpenjanja: 2067 ft/min (10,5 m/s)

Oborožitev

- Strelno orožje: 2x M60 ali M134 Minigun 7,62 mm strojnice ali 2x .50 cal (12,7 mm) MG
- Rakete: 14x 2.75 in (70 mm) Hydra 70 nevodljive rakete
- Izstrelki: 4x TOW protitankovske rakete; 4x Hellfire protitankovske rakete